# 國際標準期刊號
國際標準期刊號（英語：International Standard Serial Number，簡稱ISSN）是一种类似于國際標準書號的期刊出版物代码，一共由8位数字组成，其中前7位为流水号码，最后1位为校验码。由于期刊出版物名称和内容的不定性，所以相对國際標準書號来说，國際標準期刊號只是一串单一的数字集，没有像國際標準書號包含了出版社和出版地等一系列信息。

## 校驗碼的計算方法
1. 例子：假設某國際標準期刊號的前7位是：「0378-595」。
2. 計算加權和：{\displaystyle {\color {Red}0}\times 8+{\color {Red}3}\times 7+{\color {Red}7}\times 6+{\color {Red}8}\times 5+{\color {Red}5}\times 4+{\color {Red}9}\times 3+{\color {Red}5}\times 2=160}
3. 校驗碼即為加權和除以11的「負」餘數：{\displaystyle 160=15\times 11-{\color {Red}5}}。

- 如果校驗碼是10，需轉成羅馬數字「X」。

所以，本書的校驗碼是「5」，完整的國際標準期刊號為「ISSN 0378-5955」。

## 國際標準期刊號的發放
國際標準期刊號由各国国际标准期刊代码中心统一发放管理。

## 其它国际标准出版物编码
- 亚马逊标准识别号码（Amazon Standard Item Number）

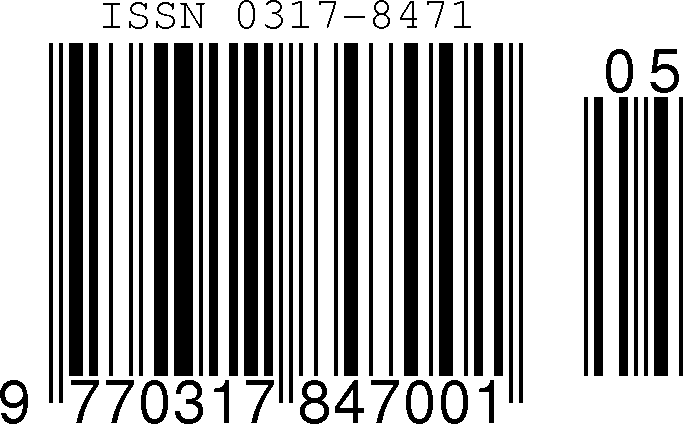
ISSN在EAN-13條碼上的編碼右邊註記有序列變異0和發行數量5.

ISSN經由序列變異0擴大到GTIN-13，在EAN-13條碼上編碼且EAN-2附加上指定發行數量13.

- 國際標準技術報告號碼（ISRN，International Standard Technical Report Number）
- 国际标准音像制品编码（ISRC，The International Standard Recording Code 国际标准音像制品编码 （页面存档备份，存于） ）
- 國際標準音樂編號（ISMN，The International Standard Music Number for Notated Music 國際標準音樂編號 （页面存档备份，存于））
- 国际标准书号（ISBN，International Standard Book Number 國際標準書號機構 （页面存档备份，存于））
- 国际标准视听资料编码（ISAN，International Standard Audiovisual Number 国际标准视听资料编码）
- 國際標準音樂作品編碼（International Standard Musical Work Code）